# スティーヴン・レヴィット
スティーヴン・デヴィッド・レヴィット（Steven David Levitt、1967年5月29日 - ）は、アメリカ合衆国の経済学者。
犯罪の分野、特に合法的な中絶と犯罪率の間の関連についての業績で知られている。

## 略歴
- 1967年 生まれる。
- St.Paul Academy and Summit Schoolに通う。
- 1989年 ハーバード大学で経済学の学士号を取得し卒業する（BA、Summa Cum Laude）。
- 1989年 - 1991年 Corporate Decisions, Inc.で働く。
- 1994年 MITで経済学のPh.Dを取得する。
- 1994年 - 1997年 Harvard Society of Fellowsのジュニア・フェローとなる。
- 1997年 - 1998年 シカゴ大学経済学部の助教授となる。
- 1998年 - 1999年 シカゴ大学経済学部の准教授となる。
- 1999年 - 2002年 シカゴ大学経済学部の教授となる。
- 2002年 - 現在 シカゴ大学経済学部の教授（Alvin H. Baum Professor）となる。

## 栄誉・受賞・活動
- 1994年　NBERのファカルティ・リサーチ・フェロー/リサーチ・アソシエイトとなる。
- 2002年　アメリカ芸術科学アカデミーのフェローとなる。
- 2003年　ジョン・ベイツ・クラークメダルの受賞者となる[1]。
- 現在はシカゴ大学のウィリアム・バトラー・オグデン特別功労教授。
- シカゴ大学ブースビジネススクールにあるシカゴ価格理論ベッカーセンター理事。
- シカゴ大学出版局によって出版されているJournal of Political Economyの共同編集者でもある。
- 2006年　TIME誌の「世界で最も影響力のある100人」の1人に選ばれる[1]。

## 著書

### 共著
- Freakonomics: A Rogue Economist Explores the Hidden Side of Everything. William Morrow. (2005). ISBN 0-06-123400-1
  - 望月衛 訳『ヤバい経済学』東洋経済新報社、2006年。ISBN 978-4492313657。
  - 望月衛 訳『ヤバい経済学〔増補改訂版〕』東洋経済新報社、2007年。ISBN 978-4492313787。
- SuperFreakonomics: Global Cooling, Patriotic Prostitutes, and Why Suicide Bombers Should Buy Life Insurance. William Morrow. (2009). ISBN 0-060-88957-8
  - 望月衛 訳『超ヤバい経済学』東洋経済新報社、2010年。ISBN 978-4492314067。
- Think Like a Freak: The Authors of Freakonomics Offer to Retrain Your Brain. William Morrow. (2014). ISBN 978-0062218339
  - 櫻井祐子 訳『0ベース思考 どんな難問もシンプルに解決できる』ダイヤモンド社、2015年。ISBN 978-4478029060。

- When to Rob a Bank: ...And 131 More Warped Suggestions and Well-Intended Rants. William Morrow. (2015). ISBN 978-0062385802
  - 望月衛 訳『ヤバすぎる経済学』東洋経済新報社、2016年。ISBN 978-4492314777。

### 編著
- Economics of criminal law, edited by Steven D. Levitt and Thomas J. Miles, E. Elgar Pub., 2008.